# ایوپالینوس
ایوپالینوس (Eupalions of Megara) از اهالی مگارا، احتمالاً در زمان پولی‌کراتس (متوفی در ۶۲۲ میلادی) در ساموس برآمد.
او مهندس یونانی است که آب‌راههٴ خارق‌العادهٴ ساموس را ساخت. بقایای این آب‌راهه در سال ۱۸۸۲ میلادی کشف شد. این تأسیسات آب‌رسانی دارای مجرایی به طول ۱۰۰۰ متر و عرض و ارتفاع ۷۵٫۱ متر بود. در ته قنات خندقی به عرض ۶۰ متر قرار داشت که در انتهای جنوبی عمقش به ۸٫۳۰ متر می‌رسید و در آن لوله‌های سفالین کار گذاشته شده بود. ساختمان قنات از هر دو طرف آغاز شده بود. هرودوت این آب‌راهه را در تاریخ (کتاب سوم، ۶۰) توصیف کرده است.